# Їржі Голик
Їржі Голик (чеськ. Jiří Holík; нар. 9 липня 1944, Гавличкув-Брод, Височіна, Протекторат Богемії і Моравії) — чехословацький хокеїст, крайній нападник.
Один з найкращих гравців в історії чехословацького хокею. Триразовий чемпіон світу. Член зали слави ІІХФ (з 1999 року) та зали слави чеського хокею (2008). Займає 11-те місце у «Клубові хокейних снайперів» (415 закинутих шайб).
Рідний брат Ярослава Голика та дядько Боббі Голика також відомих хокеїстів.

## Клубна кар'єра
В чемпіонаті Чехословаччини грав за їглавську «Дуклу» (1963–1978). Всього в лізі провів 553 матчі (283 голи). Семиразовий чемпіон країни (1967-72, 1974). Грав у одній атакувальній ланці з братом Ярославом та Яном Клапачем.
Два сезони провів у німецькому клубові «Старбуллз» (Розенгайм). Взимку 1980-81 виступав за віденський «ВАТ Штадлау». Останній сезон, після трьохрічної перерви, провів у команді другого австрійського дивізіону «Вінер».

## Виступи у збірній
У складі національної збірної був учасником чотирьох Олімпіад (1964, 1968, 1972, 1976). У Греноблі та Інсбруку (1976) його команда посідала друге місце, а в Інсбруку (1964) та Саппоро здобувала бронзові нагороди.
Брав участь у чотирнадцяти чемпіонатах світу та Європи (1964–1977). За цим показником поступається лише фінському захисникові Петтері Нуммеліну. Чемпіон світу 1972, 1976, 1977; другий призер 1965, 1966, 1968, 1971, 1974, 1975; третій призер 1964, 1969, 1970, 1973. На чемпіонатах Європи — чотири золоті (1971, 1972, 1976, 1977), п'ять срібних (1965, 1966, 1968, 1974, 1975) та п'ять бронзових нагород (1964, 1967, 1969, 1970, 1973). Фіналіст Кубка Канади 1976 року (7 матчів).
На чемпіонатах світу та Олімпійських іграх (1964, 1968) провів 123 матчі (рекорд турніру) і 55 закинутих шайб, а на Олімпіадах (1972, 1976) — 10 матчів (4 голи).
Всього у складі збірної Чехословаччини брав участь у 319 іграх (132 голи). Більше матчів, у складі національних збірних, провели лише двоє хокеїстів: фін Раймо Хельмінен (330) та німець Удо Кісслінг (320).

## Нагороди та досягнення
| Нагороди                     | Команда          | Кіл. | Роки                               |
| ---------------------------- | ---------------- | ---- | ---------------------------------- |
| Олімпійські ігри             |                  |      |                                    |
| Срібло                       | Чехословаччина   | 2    | 1968, 1976                         |
| Бронза                       | Чехословаччина   | 2    | 1964, 1972                         |
| Чемпіонат світу              |                  |      |                                    |
| Золото                       | Чехословаччина   | 3    | 1972, 1976, 1977                   |
| Срібло                       | Чехословаччина   | 6    | 1965, 1966, 1968, 1971, 1974, 1975 |
| Бронза                       | Чехословаччина   | 4    | 1964, 1969, 1970, 1973             |
| Кубок Канади                 |                  |      |                                    |
| Фіналіст                     | Чехословаччина   | 1    | 1976                               |
| Чемпіонат Європи             |                  |      |                                    |
| Золото                       | Чехословаччина   | 4    | 1971, 1972, 1976, 1977             |
| Срібло                       | Чехословаччина   | 5    | 1965, 1966, 1968, 1974, 1975       |
| Бронза                       | Чехословаччина   | 5    | 1964, 1967, 1969, 1970, 1973       |
| Кубок європейських чемпіонів |                  |      |                                    |
| Фіналіст                     | «Дукла» (Їглава) | 2    | 1968, 1971                         |
| Чемпіонат Чехословаччини     |                  |      |                                    |
| Золото                       | «Дукла» (Їглава) | 7    | 1967-1972, 1974                    |
| Срібло                       | «Дукла» (Їглава) | 3    | 1966, 1973, 1977                   |
| Бронза                       | «Дукла» (Їглава) | 3    | 1964, 1975, 1976                   |